# Amphibia (série télévisée d'animation)
Pour les articles homonymes, voir Amphibia (homonymie).
Amphibia est une série télévisée d'animation américaine créée par Matt Braly, produite par Disney Television Animation et diffusée du 17 juin 2019 au 14 mai 2022 sur Disney Channel. Le premier épisode a été mis en ligne sur DisneyNow et YouTube le 14 juin 2019.
En France et en Suisse, la série est diffusée depuis le 21 octobre 2019 sur Disney Channel et rediffusée du 23 mars 2020 au 30 avril 2020 sur Disney XD. Au Québec, elle est diffusée sur La Chaîne Disney depuis le 6 décembre 2020. En Belgique, elle est aussi diffusée depuis octobre 2019 sur Disney Channel (en). La series est également disponible sur Disney+ dans toute l'Europe sauf en france.

## Synopsis
La série raconte les aventures d'une jeune fille américano-thaïlandaise de 13 ans nommée Anne Boonchuy. Après avoir volé une mystérieuse boîte à musique, elle est transportée par magie à Amphibia, un marais sauvage peuplé de grenouilles parlantes. Elle rencontre bientôt et se lie d'amitié avec une jeune grenouille aventureuse nommée Sprig Plantar, qui la guidera pour devenir un véritable héros tout en découvrant la première véritable amitié de sa vie,.

## Distribution

### Voix originales
- Brenda Song : Anne Boonchuy[5]
- Haley Tju : Marcy Wu , Darcy
- Justin Felbinger : Sprig Plantar[6]
- Bill Farmer : Hopadiah « Hop Pop » Plantar
- Amanda Leighton : Polly Plantar
- Anna Akana : Sasha
- Tony Hale : Apothecary Gary
- Chris Sullivan : Gunther
- Stephen Root : Maire Toadstool
- Jack McBrayer : Toadie
- Kristen Johnston : Braddock
- Matt L. Jones : Percy
- Tara Lipinski : un juge
- Johnny Weir : un juge
- Diedrich Bader : Frog Jordan
- Kevin McDonald : Mr Duckweed
- James Patrick Stuart : Wally à un œil

### Voix françaises
- Julia Khaye : Anne Boonchuy
- Maxime Donnay : Sprig Plantaire
- Patrick Waleffe : Hopadiah « Hop Pop » Plantaire
- Nancy Philippot : Polly Plantaire
- Élisabeth Guinand : Sasha
- Pierre Bodson : Grime
- Gauthier de Fauconval : Percy
- Michel Hinderyckx : Maire Fausse Morille
- Maia Baran : Marcy Wu
- Claudio Dos Santos : Roi Andrias
- Frédéric Clou : M. Boonchuy
- Micheline Goethals : Mme Boonchuy

## Production

### Développement
Amphibia a été créé par Matt Braly, ce dernier a été un artiste en storyboard dans Souvenirs de Gravity Falls et Steven Universe et plus tard un réalisateur dans Les Green à Big City. Selon son compte Twitter, il travaillait depuis deux ans sur la série avant la diffusion. La série est basée sur les voyages d'enfance de Matt Braly à Bangkok, en Thaïlande.
Le 23 février 2018, Amphibia a été lancée par Disney Channel aux côtés de Luz à Osville (The Owl House).
Le 27 mars 2019, il a été révélé que Brenda Song reviendra à Disney Channel pour faire la voix d'Anne Boonchuy.
Le 15 mai 2019, Disney Channel renouvelle la série pour une deuxième saison.
Le 23 juin 2020, la série est renouvelée pour une troisième saison.

### Fiche technique
- Titre original et français : Amphibia
- Création : Matt Braly
- Réalisation : Bert Youn, Derek Kirk Kim, Kyler Spears
- Scénario : Matt Braly, Jack Ferraiolo, Adam Colás, Gloria Shen, Michele Cavin, Jeneva Mie
- Musique :
  - Compositeur : T.J. Hill
  - Compositeur de musique thématique : Doug Petty
  - Thème d'ouverture : Amphibia Main Title Theme
  - Thème de fermeture : Anne’s Theme
- Production :
  - Producteur(s) : Jack Ferraiolo
  - Producteur(s) exécutif(s) : Matt Braly, Tara Badawy
- Société de production : Disney Television Animation
- Société de distribution : Disney-ABC Domestic Television
- Pays d'origine : États-Unis
- Langue originale : Anglais
- Format image : HDTV 1080p
- Genre : Comédie-aventure, fantasy
- Diffusion :  États-Unis,  Asie

## Épisodes
| Saison | Saison | Épisodes (segments) | États-Unis      | États-Unis      | France           | France            |
| Saison | Saison | Épisodes (segments) | Début de saison | Fin de saison   | Début de saison  | Fin de saison     |
| ------ | ------ | ------------------- | --------------- | --------------- | ---------------- | ----------------- |
|        | 1      | 20 (39)             | 17 juin 2019    | 18 juillet 2019 | 21 octobre 2019  | 1er novembre 2019 |
|        | 2      | 20 (36)             | 11 juillet 2020 | 22 mai 2021     | 21 décembre 2020 | 27 octobre 2021   |
|        | 3      | 18 (31)             | 2 octobre 2021  | 14 mai 2022     | 16 mars 2022     | 26 septembre 2022 |

### Saison 1 (2019)
1. L'Anne ou la bête ? / Comme les deux doigts de la palme (Anne or Beast ? / Best Fronds)
2. La canne sacrée et l'arbre maudit / Spranne contre l'inondation (Cane Crazy / Flood, Sweat and Tears)
3. Bon Hoppétit / La planque (Hop Luck / Stakeout)
4. L'effet Domino / L’îlot de tous les soupçons (The Domino Effect / Taking Charge)
5. Leçon de conduite / Star d’un jour (Anne Theft Auto / Breakout Star)
6. Sprig versus Hop Pop / Journée entre filles (Sprig vs. Hop Pop / Girl Time)
7. De l’amour dans l’air / Le camping de l’extrême (Dating Season / Anne vs. Wild)
8. Malade comme une grenouille / L’arbuste généalogique (Contagi-Anne / Family Shrub)
9. Le Nénuthaï / Sauvons le stand des Plantaire (Lily Pad Thai / Plantar's Last Stand)
10. La tour des crapauds / Un maire pas clair  (Toad Tax / Prison Break)
11. Le jour du Ver Cochon / Hop Pop envoie tout valser (Grubhog Day / Hop Pop and Lock)
12. Un marais divisé / Hop-populaire (Civil Wart / Hop-Popular)
13. Crime et croassement / Virée aux archives (Crock and Punishment / Trip to the Archives)
14. La grande glaçonnade / Faire craquer Miss Croacker (Snow Day / Cracking Mrs. Croaker)
15. Une nuit à l'hôtel / Wally et Anne (A Night at The Inn / Wally and Anne)
16. Journée de pêche en famille / Le Bazar bizarre (Family Fishing Trip / Bizarre Bazaar)
17. Maudits ! / Un sacré numéro (Cursed! / Fiddle Me This)
18. Le Match de Scaraball / Maître Tritonio (The Big Bugball Game / Combat Camp)
19. Les Enfants du Spore / L'Anne de l'Année (Children of the Spore / Anne of the Year)
20. Retrouvailles (Reunion)

### Saison 2 (2020-2021)
1. Handy Anne / Fort en route (Handy Anne / Fort in the Road)
2. La ballade de Hopediah Plantaire / Anne Hunter (The Ballad of Hopediah Plantar / Anne Hunter)
3. Camion Stop Polly / Une caravane nommée Désir (Truck Stop Polly / A Caravan Named Desire)
4. Col du Querrier / Gobe-mouchoir (Quarreler’s Pass / Toadcatcher)
5. Marais et sensibilité / Musée de cire (Swamp and Sensibility / Wax Museum)
6. Marcy aux portes (Marcy at the Gates)
7. Chasse au trésor / L'arrivée des Plantaire (Scavenger Hunt / The Plantars Check in)
8. Perdus dans Newtopia / Sprig se scolarise (Lost in Newtopia / Sprig Gets Schooled)
9. Affaire de justice / Souvenir à tout prix (Little Frogtown / Hopping Mall)
10. La meilleure soirée pyjama / Une journée à l'aquarium (The Sleepover to End All Sleepovers / A Day At the Aquarium)
11. Le confinement[13] (The Shut-In!)
12. Conduite de nuit / Retour à Wartwood (Night Drivers / Return To Wartwood)
13. Ivy s'enfuit / Après la pluie (Ivy on the Run / After the Rain)
14. Le Premier Temple (The First Temple)
15. Le nouveau Wartwood / Grobo (New Wartwood / Friend or Frobo?)
16. Les remords de Fausse Morille / Maddie & Marcy (Toad to Redemption / Maddie and Marcy)
17. Le deuxième temple / Le marteau de Barrel (The Second Temple / Barrel's Warhammer)
18. Bessie et Coquille-Angelo / Le troisième temple (Bessie and MicroAngelo / The Third Temple)
19. Le dîner / Concours de groupe de musique (The Dinner / Battle of the Bands)
20. Révélations (True Colors)

### Saison 3 (2021-2022)
1. L'autre monde (The New Normal)
2. Période d'adaptation / Changement de plan (Hop 'Til You Drop / Turning Point)
3. Querelle Thai / Aventures en Chat-sitting (Thai Feud / Adventures in Catsitting)
4. Affrontement au musée / Le temple thaïlandais (Fight at the Museum / Temple Frogs)
5. Réparer Grobo / Anne-Xterminator (Fixing Frobo / Anne-sterminator)
6. Monsieur X / L'anniversaire de Sprig (Mr X / Sprig's Birthday)
7. Frog-Man / Olivia & Yunan (Spider Sprig / Olivia and Yunan)
8. Hop Pop à Hollywood / Docteur Frakes (Hollywood Hop Pop / If You Give a Frog a Cookie)
9. Le petit Noël de Froggy (Froggy Little Christmas)
10. Évasion à Amphibia (Escape to Amphibia)
11. Commandante Anne / Sprivy (Commander Anne / Sprivy)
12. Les anges de Sasha / Le long chemin (Sasha's Angels / Olm Town Road)
13. Mère Salamandre / Le disciple de Grime (Mother of Olms / Grime's Pupil)
14. La racine du mal / Le noyau et le roi (The Root of Evil / The Core and the King)
15. Tritons en collants / Les liens du cœur (Newts in Tights / Fight or Flight)
16. Les Trois Armées / Le Début de la fin (The Three Armies / The Beginning of the End)
17. À fond (All In)
18. Le Plus Difficile (The Hardest Thing)

### Chibi Tiny Tales(2020)
La mini-série Chibi Tiny Tales est diffusée sur YouTube du 7 juin au 12 juillet 2020.
1. Bowling vivant (Mantis Bowling)
2. Arrête de m'embêter ! (Quit Bugging Me)
3. Attaque d'oiseaux (Bird Attack)
4. Le seau jaloux (Bucket Blues)
5. Photo de famille (Family Photo)
6. Alerte aux sables mouvants (Quicksand)